# Carpinteros
Carpinteros es una película dramática de dominicana de 2017 dirigida por José María Cabral. Se proyectó en la sección World Cinema Dramatic Competition del Festival de Cine de Sundance 2017. Fue seleccionada como la entrada dominicana a la Mejor Película Extranjera en los 90.ª edición de los Premios Óscar, pero no fue nominada. En 2017, Cabral ganó el Premio Havana Star al Mejor Director por la película en el 18 Festival de Cine de La Habana Nueva York.

## Sinopsis
En prisiones adyacentes para hombres y mujeres, los reclusos se comunican "picoteando" mensajes con la mano. El nuevo prisionero Julian forja una alianza con el temperamental Manaury y aprende a convertirse en un "pájaro carpintero". Las complicaciones surgen cuando Yanelly, la novia de Manaury, se interesa más en comunicarse con Julián.

## Reparto
- Jean Jean como Julián Sosa
- Judith Rodríguez Pérez como Yanelys
- Ramón Emilio Candelario como Manaury